# Harry Gregg

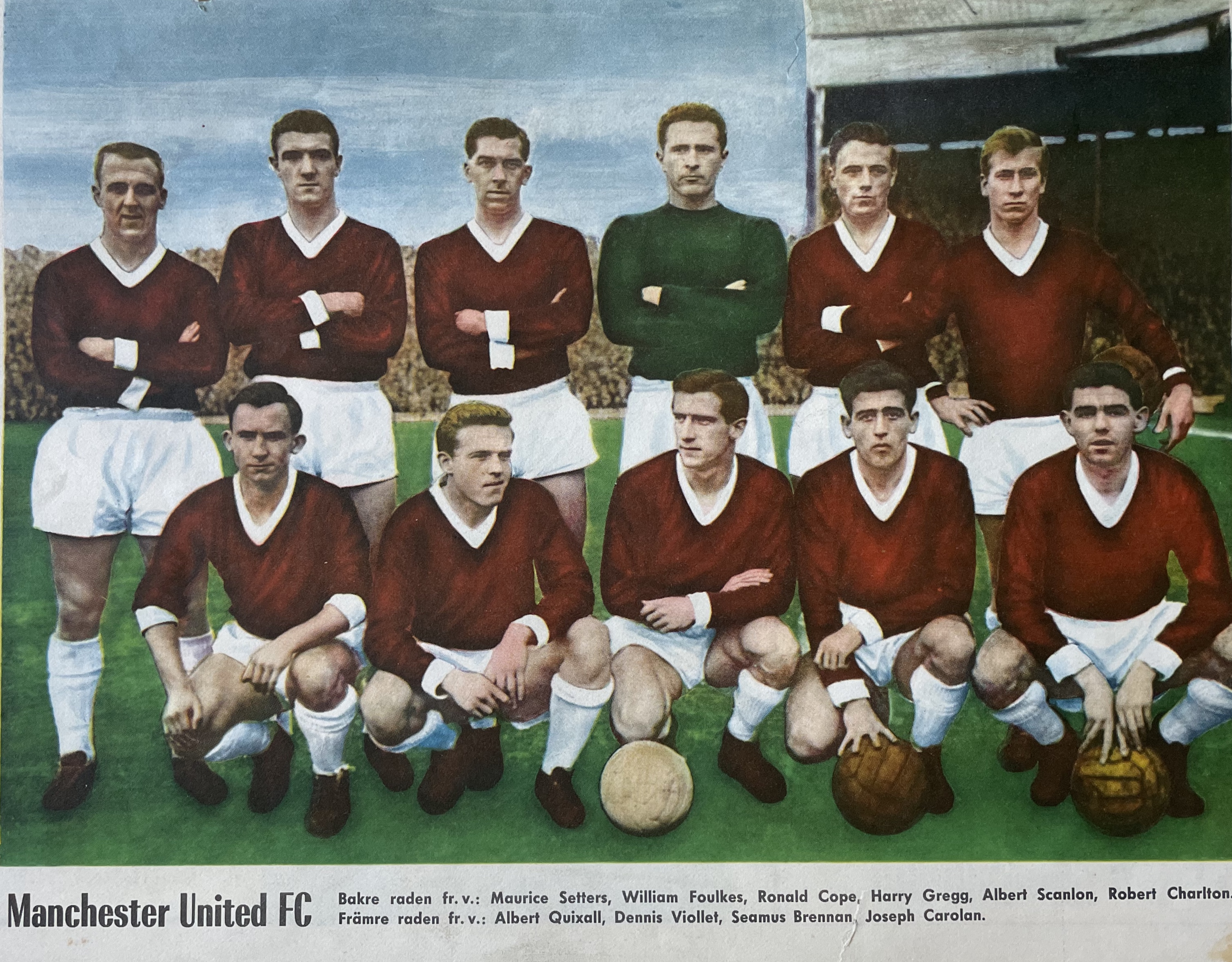
Manchester United F.C. 1960 – från vänster, stående: Maurice Setters, Bill Foulkes, Ronnie Cope, Harry Gregg, Albert Scanlon, Bobby Charlton. Främre raden: Okänd spelare, Albert Quixall, Dennis Viollet, Shay Brennan och Joe Carolan.

Henry "Harry" Gregg, född 27 oktober 1932 i Magherafelt i County Londonderry, död 16 februari 2020 i Coleraine i County Londonderry, var en nordirländsk fotbollsmålvakt.
Gregg inledde sin karriär i Windsor Park Swifts FC, Linfield FC:s reservlag, och gick senare vidare till Coleraine FC. Som 18-åring skrev han på för det engelska ligalaget Doncaster Rovers och 1957 köptes han av Manchester United FC.
Gregg överlevde flygolyckan i München 1958. Han hjälpte även flera människor ur det brinnande planet och kom med anledning av detta att kallas The Hero of Munich.
I Nordirlands landslag gjorde Gregg 25 matcher. Han spelade bland annat VM 1958 i Sverige, Nordirlands första världsmästerskap där man överraskande nådde kvartsfinal.
Han tilldelades 1995 Brittiska Imperieorden.